# 森川杜園
森川 杜園（もりかわ とえん、文政3年6月26日〈1820年8月20日〉 - 明治27年〈1894年〉7月15日）は、幕末から明治時代の彫刻家、歌人である。名は友吉、後に扶疏。杜園は号。

## 経歴・人物
大和の生まれ。内藤其淵に師事し絵画を学ぶ。
18歳で岡野保伯に師事し、春日大社の古材で作る奈良人形の制作を学び始める。同じ奈良人形師であった岡野松寿、恒徳の作品を参考に奈良一刀彫を創始した。この奈良一刀彫は簡易で写実感を示す技法で名を揚げた。
彫刻家としては主に動物を題材にした彫刻を製作しており、1877年（明治10年）に開催された第1回内国勧業博覧会では『蘭陵王』、『鹿』を製作し出品したほか、1881年（明治14年）の第2回内国勧業博覧会では『竜灯鬼』を出品して妙技一等賞を得た。また晩年の1893年（明治26年）に開催されたシカゴ万国博覧会では『牝牡鹿』の大作を出品した。
彫刻師としての活動以外にも、歌人として伴林光平に師事した。